# Burlington Arcade
Burlington Arcade – zabytkowe centrum handlowe w centrum Londynu. Zbudowane przez Lorda Cavendisha w celu zabezpieczenia swoich ogrodów przed muszlami ostryg i innymi śmieciami wrzucanymi przez londyńczyków - na pamiątkę tego galeria jest patrolowana przez strażników (beadles) w strojach z XIX wieku.

## Historia
Galeria zaprojektowana przez Samuela Ware została otwarta 20 marca 1819 roku. W 1836 została prawie całkowicie zniszczona przez pożar, odbudowana dwukrotnie w 1871 i 1936 roku została obrabowana.